# Галимберти, Карло
Карло Галимберти (итал. Carlo Galimberti; 2 августа 1894, Росарио (Аргентина) — 10 августа 1939, Милан) — итальянский тяжелоатлет, чемпион и двукратный призёр Олимпийских игр.
Родился в Росарио (Аргентина). После окончания Первой мировой войны вместе с семьёй вернулся в Италию.
Выступал в среднем весе (до 75 кг). Участник трёх Олимпийских игр 1924 г. в Париже, 1928 в Амстердаме и 1932 г. в Лос-Анджелесе.
На каждой из Олимпиад становился медалистом. Побил один официальный рекорд мира.
Кроме того, в 1930 и 1931 годах был серебряным призёром на чемпионатах Европы.